# Zdravko Drinčić
Zdravko Drinčić (in serbo Здравко Дринчић?; Nikšić, 1º maggio 1972) è un ex calciatore montenegrino.
Con la maglia del Vojvodina è divenuto capocannoniere della Coppa Intertoto UEFA 1998.

## Carriera
Dopo aver preso parte alle giovanili del Sutjeska, squadra montenegrina della sua città, con cui esordisce anche in Druga liga nella stagione 1989-1990, l'anno dopo passa al FK Rad, squadra di Belgrado militante allora nella Prima divisione jugoslava. Complice anche la giovane età, viene rimandato in prestito dopo sei mesi al Sutjeska in seconda serie, dove, in un anno e mezzo, metterà a segno 13 gol in 44 apparizioni. Fatto ritorno al Rad, ne diventa un titolare fisso, segnando e giocando regolarmente in prima divisione per tre anni.
Nel luglio 1995, Drinčić passa agli svizzeri del Neuchâtel Xamax, con i quali però giocherà solo una partita. Passa così in prestito all'Osasuna in Segunda División per terminare lì la stagione, scendendo in campo comunque raramente. Drinčić viene quindi acquistato dal Vojvodina, dove aiuterà la squadra a raggiungere la finale della Coppa Intertoto UEFA nel 1998, persa poi contro il Werder Brema, laureandosi però capocannoniere della competizione con 7 reti.
Nel 1998, fu ingaggiato dal VfL Bochum in Bundesliga, con cui debuttò l'11 novembre 1998 nella vittoria per 2-2 contro l'1. FC Norimberga, come partner d'attacco di Stefan Kuntz. Al termine della stagione, il Bochum retrocedette in 2. Bundesliga, ma la squadra riuscì a ottenere la promozione in massima serie un anno dopo. Nel 2001, Drinčić si trasferì all'SV Waldhof Mannheim, che aveva mancato di poco la promozione in prima divisione la stagione precedente. Al termine della stagione, la sua squadra si classificò al nono posto e, complici le sporadiche apparizioni, spesso deludenti, Drinčić tornò al suo vecchio club, il Vojvodina. Nel 2004, l'attaccante si trasferì al club greco Panachaïkī militante in Beta Ethniki, dove concluse la carriera dopo una sola stagione.